# Поцерски Причиновић
Поцерски Причиновић (стари назив Оџино село) је приградско насељено место у Граду Шапцу у Мачванском округу. Према попису из 2022. било је 6365 становника.
У насељу постоји фудбалски клуб „Младост“ који се такмичи у Мачванској окружној лиги и окупља младе из села.
У Поцерском Причиновићу се налази истурено одељење основне школе „Стојан Новаковић“, Шабац, коју похађају ученици прва четири разреда.
Поцерски Причиновић је треће насеље по броју становника у општини Шабац и осмо у Мачванском округу.

## Историја
Поцерски Причиновић је постојао још за време Турака под називом Оџино село као турско село, а спахија је био хоџа.
Наиме, према попису шабачког дистрикта, састављеног почетком децембра 1788. године у Кленку (за време аустријске окупације Шапца), излази да се цео тај округ делио на посавску, тамнавску, поцерску и мачванску кнежину. На челу сваке од њих био је обор-кнез, који је истовремено био и кнез села у коме је становао, а на челу појединих села - сеоски кнез. На челу посавске кнежине налазио се обор-кнез Јанко Ћапић (или Шапић, Chapich) из Оџиног села; под својом управом имао је 33 села, са 32 сеоска кнеза, јер је он истовремено био и сеоски кнез као и остали обор-кнезови. У тој кнежини била је тада 381 кућа. Према истом том попису Оџино село је имало 8 кућа.
У време пре Првог српског устанка, крајем 18. века, у околини Шапца камени мост је постојао једино на београдском путу: преко реке Думаче, код старог Бреста. Мост се налазио између Оџиног Cела (данашњи Поцерски Причиновић) и Јеленче. Мост су (према причи старијих људи из овог краја) срушили немачки тенкови за време Другог светског рата, док су прелазили преко моста.
На Думачи је постојала стара поредовничка воденица (још од времена Турака) коју су становници села користили све до педесетих година двадесетог века, кад су све чешће коришћени парни и електрични млинови.
Зграда старе школе у селу је изграђена 1906. године, а данас је то зграда месне заједнице. Нова школа је изграђена 60-их година прошлог века као одељење шабачке основне школе „Стојан Новаковић“.

## Географски положај
На самој граници равне Мачве и брдовите Поцерине, на 89 метара надморске висине, у долини Мамутовог потока и речице Думаче, налази се село Поцерски Причиновић. Постоје и изузеци где је висина чак 95м изнад мора, али то је измерено само на Бећином брду и на крају села.
Село се дели на три мале: Горњу малу (преко џаде, према Јевремовцу и Великој Врањској), Средњу малу (око насипа за Црниљево и Пецку) и Дојну малу (на левој страни долине Думаче, на нижој и вишој речној тераси). Највећи део села јесте Бећино Брдо.
Поцерски Причиновић се граничи са Шапцем, Јеленчом, Малом Врањском, Горњом Врањском и Јевремовцем.
Летњиковац се већим делом налази у атару Поцерског Причиновића.
Кроз село пролазе регионални путеви Шабац—Осечина и Поцерски Причиновић—Церовац.

## Галерија
- Поглед на долину реке Думаче из Поцерског Причиновића
- Зграда сеоске школе
- Зграда сеоске школе
- Мамутов поток
- Зграда МЗ
- Зграда старе МЗ

## Демографија
У насељу Поцерски Причиновић живи 4616 пунолетних становника, а просечна старост становништва износи 35,3 година (34,6 код мушкараца и 35,9 код жена). У насељу има 1844 домаћинства, а просечан број чланова по домаћинству је 3,25.
Ово насеље је великим делом насељено Србима (према попису из 2002. године), а у последња три пописа, примећен је пораст у броју становника.
|  |

| Демографија | Демографија | Демографија |
| Година      | Становника  | Становника  |
| ----------- | ----------- | ----------- |
| 1948.       | 760         |             |
| 1953.       | 871         |             |
| 1961.       | 1.689       |             |
| 1971.       | 2.657       |             |
| 1981.       | 4.018       |             |
| 1991.       | 5.488       | 5.279       |
| 2002.       | 5.992       | 6.347       |

| Етнички састав према попису из 2002.‍ | Етнички састав према попису из 2002.‍ | Етнички састав према попису из 2002.‍ | Етнички састав према попису из 2002.‍ | Етнички састав према попису из 2002.‍ |
| ------------------------------------ | ------------------------------------ | ------------------------------------ | ------------------------------------ | ------------------------------------ |
|                                      |                                      |                                      |                                      |                                      |
| Срби                                 | Срби                                 |                                      | 5.766                                | 96,22%                               |
| Роми                                 | Роми                                 |                                      | 26                                   | 0,43%                                |
| Југословени                          | Југословени                          |                                      | 16                                   | 0,26%                                |
| Црногорци                            | Црногорци                            |                                      | 8                                    | 0,13%                                |
| Хрвати                               | Хрвати                               |                                      | 6                                    | 0,10%                                |
| Руси                                 | Руси                                 |                                      | 3                                    | 0,05%                                |
| Муслимани                            | Муслимани                            |                                      | 2                                    | 0,03%                                |
| Мађари                               | Мађари                               |                                      | 2                                    | 0,03%                                |
| Словенци                             | Словенци                             |                                      | 1                                    | 0,01%                                |
| Румуни                               | Румуни                               |                                      | 1                                    | 0,01%                                |
| Албанци                              | Албанци                              |                                      | 1                                    | 0,01%                                |
| непознато                            | непознато                            |                                      | 150                                  | 2,50%                                |

| Година пописа     | 1948. | 1953. | 1961. | 1971. | 1981. | 1991. | 2002. |
| ----------------- | ----- | ----- | ----- | ----- | ----- | ----- | ----- |
| Број домаћинстава | 150   | 186   | 428   | 705   | 1.181 | 1.602 | 1.844 |

| Број чланова      | 1   | 2   | 3   | 4   | 5   | 6  | 7  | 8 | 9 | 10 и више | Просек |
| ----------------- | --- | --- | --- | --- | --- | -- | -- | - | - | --------- | ------ |
| Број домаћинстава | 246 | 365 | 393 | 546 | 177 | 82 | 20 | 6 | 6 | 3         | 3,25   |

| Пол    | Укупно | Неожењен/Неудата | Ожењен/Удата | Удовац/Удовица | Разведен/Разведена | Непознато |
| ------ | ------ | ---------------- | ------------ | -------------- | ------------------ | --------- |
| Мушки  | 2.421  | 672              | 1.587        | 79             | 60                 | 23        |
| Женски | 2.452  | 477              | 1.590        | 285            | 75                 | 25        |
| УКУПНО | 4.873  | 1.149            | 3.177        | 364            | 135                | 48        |

| Пол    | Укупно                    | Пољопривреда, лов и шумарство | Рибарство                            | Вађење руде и камена | Прерађивачка индустрија       |
| ------ | ------------------------- | ----------------------------- | ------------------------------------ | -------------------- | ----------------------------- |
| Мушки  | 1.112                     | 71                            | 0                                    | 4                    | 417                           |
| Женски | 635                       | 74                            | 1                                    | 1                    | 159                           |
| УКУПНО | 1.747                     | 145                           | 1                                    | 5                    | 576                           |
| Пол    | Производња и снабдевање   | Грађевинарство                | Трговина                             | Хотели и ресторани   | Саобраћај, складиштење и везе |
| Мушки  | 26                        | 114                           | 115                                  | 11                   | 81                            |
| Женски | 8                         | 14                            | 124                                  | 33                   | 25                            |
| УКУПНО | 34                        | 128                           | 239                                  | 44                   | 106                           |
| Пол    | Финансијско посредовање   | Некретнине                    | Државна управа и одбрана             | Образовање           | Здравствени и социјални рад   |
| Мушки  | 1                         | 14                            | 50                                   | 13                   | 20                            |
| Женски | 8                         | 13                            | 20                                   | 29                   | 75                            |
| УКУПНО | 9                         | 27                            | 70                                   | 42                   | 95                            |
| Пол    | Остале услужне активности | Приватна домаћинства          | Екстериторијалне организације и тела | Непознато            | Непознато                     |
| Мушки  | 58                        | 0                             | 0                                    | 117                  | 117                           |
| Женски | 21                        | 0                             | 0                                    | 30                   | 30                            |
| УКУПНО | 79                        | 0                             | 0                                    | 147                  | 147                           |